# Okna Johari

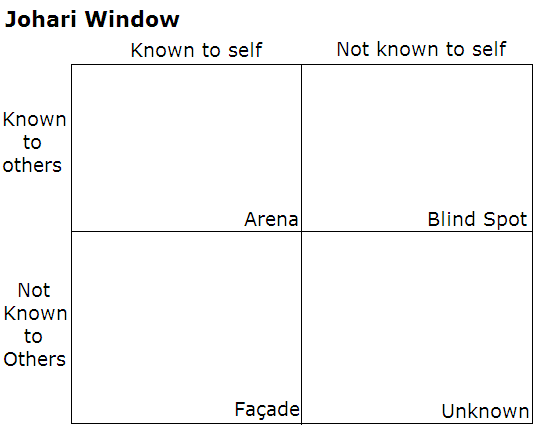
Okna Johnari (w języku angielskim)

Okna Johari (właśc. okno Johari) - pojęcie z zakresu psychologii oraz psychiatrii, wprowadzone przez Joe Lufta i Harry’ego Inghama. Okno Johari obrazuje sposób percepcji rzeczywistości i (samo)świadomość danej osoby oraz postrzeganie tej osoby przez zewnętrznych obserwatorów dzieląc go na cztery obszary:
- Obszar pierwszy - świadomy. "Ja wiem, widzę, inni wiedzą, widzą". Oznacza aspekty rzeczywistości wiadome i dostępne wszystkim, również danej osobie.
- Obszar drugi - ukryty. "Ja wiem, widzę, inni nie widzą, nie wiedzą". Oznacza obszar dostępny jedynie danej osobie, niewidoczny dla otoczenia.
- Obszar trzeci - niewidoczny. "Ja nie wiem, nie widzę, inni wiedzą, widzą". Oznacza aspekt rzeczywistości niewidoczny dla zainteresowanego/pacjenta, a widoczny dla otoczenia. W jego poznaniu może pomóc danej osobie informacja zwrotna.
- Obszar czwarty - podświadomość. "Nikt nic nie widzi, nie wie"[1].

Modelu percepcji w postaci okna Johari używa się w coachingu, w trakcie warsztatów psychologicznych służących samorozwojowi, a także w terapii psychiatrycznej (ciężkich nerwic), oraz w terapii uzależnień, podczas pracy w grupach terapeutycznych. Uświadamiają one zainteresowanym bądź pacjentom, iż żaden człowiek nie wie o sobie wszystkiego, a całkowita wiedza o nim samym składa się z wiedzy, którą posiada i tej, której nie posiada (wiedza innych o danej osobie, której ona sama nie posiada - przykładem takiej wiedzy są plotki, zazwyczaj nieznane zainteresowanemu).